# 뉴 저널리즘
뉴 저널리즘(new journalism)은 1960년대 이후 미국에서 나타난 새로운 보도 방법이다. 전통적인 저널리즘의 객관성과 단편성을 거부하면서, 기자나 언론사의 의견을 곁들여 심층적이고 해설적인 보도를 하자는 취지였지만 무책임한 보도를 한다는 비판이 제기되면서 크게 쇠퇴하였다.

## 같이 보기
- 서사적 논픽션
- 르포르타주

## 참고 자료
- 이 문서에는 다음커뮤니케이션(현 카카오)에서 GFDL 또는 CC-SA 라이선스로 배포한 글로벌 세계대백과사전의 내용을 기초로 작성된 글이 포함되어 있습니다.